# Amy Sanderson
Amy Sanderson, nata Amy Reid (Bellshill, 1876 – 1931), è stata un'attivista e suffragetta per i diritti delle donne scozzese con cittadinanza australiana, membro del comitato esecutivo nazionale della Women's Freedom League, imprigionata due volte. Fu l'oratrice principale al raduno femminile di Hyde Park del 1912, dopo aver marciato da Edimburgo a Londra e, con Charlotte Despard e Teresa Billington-Greig, fu delegata britannica ai congressi internazionali delle donne del 1908 e del 1923.

## Biografia
Nata Amy Reid nel 1876 a Bellshill, nel Lanarkshire Settentrionale, da James Reid (nato nel 1838) un cantiniere di liquori (o albergatore) di Kincardine, Perthshire e Janet Reid nata Kerr, anch'essa nata nel 1838, di Glasgow. Suo nonno era un Cartista. Nel censimento del 1881 i Reid vivevano al 94 di Muir Street, Dalziel, Lanarkshire. Amy Reid aveva sei fratelli, quattro più grandi di lei: Mary W. Reid nata nel 1860, Elizabeth Reid (una commessa) nata nel 1862, Andrew Reid (assistente di un chimico) nato nel 1864, Bertha Reid nata nel 1876 e un fratello minore James F. Reid nato nel 1876. La famiglia aveva pensionanti inglesi, la famiglia Horsman: Charles Horsman, Ellen Horsman, entrambi comici, e la loro figlia di 13 anni Ellen Maud, Harry Thomas, anche lui un comico,  Mary Fortescue descritta come una vedova di 55 anni, titolare di una rendita.
Sposò James Sanderson, un operaio specializzato, il 10 agosto 1901 alla Trinity Congregational Church di Glasgow.
Morì nel 1931.

## Attivismo per il suffragio
La Sanderson si unì alla Women's Social and Political Union (WSPU) nel 1906 e fu arrestata durante la protesta militante del 'Parlamento delle donne' alla Camera dei Comuni nel 1907. Ha iniziato a parlare durante alcuni eventi in Scozia per conto della WPSU. Nell'ottobre 1907 si unì alla Women's Freedom League (WLF) e prestò servizio nel suo comitato esecutivo nazionale per tre anni. Scrisse che la maggior parte dei rami scozzesi della WSPU divennero affiliati alla WFL. Le fu chiesto dal quartier generale di andare urgentemente ad Aberdeen e scrisse a Caroline Phillips l'organizzatrice locale, a causa di differenze di opinione sulla tattica ed è stata considerata come una buona organizzatrice per il nuovo territorio per l'attivismo di suffragio (a Forfar), dal leader della WFL Theresa Billington-Greig.
Nel febbraio 1908 fu arrestata una seconda volta e imprigionata per un mese nella Prigione di Holloway a Londra, con altri membri di un piccolo gruppo militante che si era avvicinato al Primo Ministro H.H. Asquith nella sua casa di Cavendish Square. Le fu regalata una Spilla Holloway progettata da Sylvia Pankhurst per essere stata imprigionata per la causa del voto femminile.
Nel 1908 andò a Dunfermline dove parlò insieme ad Anna Munro, la signora Donaldson e la signora Duguid ad un pubblico che si diceva essere molto comprensivo e attento esprimendo l'intera approvazione per la tattica militante. La Sanderson parlò anche a Kilmarnock e nella Prince of Wales Halls, una grande sala di Glasgow, dove fu presentata da Miss Husband di Dundee. Lei ed Anna Munro hanno condiviso alcuni dettagli delle loro esperienze carcerarie e hanno sottolineato in particolare la necessità di una riforma carceraria come qualcosa per cui le donne dovrebbero votare, una volta che avessero ottenuto il voto. Ha anche condiviso parte di un inno che le donne avevano cantato in prigione:
The meadows where we play,

The rushes by the water,

We gather every day,

In Holloway!»
I prati dove giochiamo,

I giunchi vicino all'acqua,

Dove ci riuniamo ogni giorno,

A Holloway!»
La Sanderson ha riferito che la campagna nella zona di Stonehaven era stata piacevole nonostante le critiche delle famiglie di pescatori, i commenti dei riparatori stradali e ancora molti 'sorrisi felici' e saluti da parte di alcuni, mentre Anna Munro e lei pedalavano per la zona con le biciclette che mostravano cartelli di 'Voti per le donne', 'Tenere fuori i liberaliì, 'la tassazione senza rappresentanza è tirannia' e la coppia pensava: 'che cambiamento benedetto rispetto alla prigione di Holloway'. Naturalmente le elezioni non furono vinte, ma in un successivo grande incontro, inaugurando una filiale della WFU a Perth, la Sanderson parlò della “perdita” delle elezioni a Kincardine come dovuta ad un atteggiamento conservatore da parte degli elettori liberali, che votavano allo stesso modo dei padri e dei nonni e di essere delusa dal fatto che la Women's Unionist Association non avesse promosso il suffragio femminile come un problema elettorale. Fu intervistata dopo l'evento e ha riferito che molte altre donne stavano sostenendo il movimento, ma che le tattiche militanti sono rinviate in attesa che 'membri responsabili del governo' facciano una mossa positiva per concedere il diritto di voto alle donne, senza la quale 'procederemo con maggiore vigore di prima'. Nel giugno 1908 la Sanderson era con Theresa Billington-Greig e Charlotte Despard come delegate ad Amsterdam alla quarta conferenza dell'International Suffrage Alliance, dove parlò dell'atteggiamento negativo del governo britannico, e delle donne della classe media, che portarono al voto dell’Alleanza per tenere il prossimo incontro a Londra.
Durante il 1909 il ruolo della Sanderson fu quello di organizzare le filiali dello Yorkshire e Durham e di parlare durante le tournée, con i prossimi eventi pubblici ampiamente pubblicizzati e commentati dalla stampa locale. A Sheffield, dove si è sentito un uomo dire che le suffragette 'sembrano donne con uno scopo' e la stampa locale ha visto le questioni femminili in primo piano nelle elezioni, o a Pontefract dove c'erano 'elementi impertinenti', ma della Sanderson si diceva che avesse 'catturato l'attenzione della parte intelligente del pubblico per tutto il tempo'. I progressi del suo tour di conferenze sono stati segnalati alla WFL. Ha avuto successo tre giorni parlando al tour di Manchester, dove M. E. Manning riferì che 'l'eloquenza della signora Sanderson ha superato tutto e in ogni caso la riunione è stata quasi unanime nel sostenerla'. Il tour scozzese della Sanderson aveva incluso Forfar, dove aveva vissuto per un certo periodo e dove lamentava la mancanza di un adeguato sostegno per il lavoro di campagna che stava facendo, ma citava le reazioni nel vedere le donne che scrivevano col gesso sui marciapiedi, suonando campanelli e montando sui camion per parlare in pubblico, con osservazioni di uomini e donne nel dialetto locale, alcuni infine dicendo Ca Awa, wifie, yer Daein fine.
A Stonehaven, dove si recò con Anna Munro,  trovò un 'focolaio di liberalismo'. In un incontro all'aperto a Hartlepool, catturò l'attenzione della folla per 90 minuti, spiegando le ragioni a favore del suffragio femminile e della parità di retribuzione per lo stesso lavoro. È stato riferito che avrebbe affermato che le lavoratrici e le insegnanti sono pagate meno degli uomini per la stessa o una migliore qualità del lavoro. Sfatò le argomentazioni popolari del caso anti-suffragio, compreso il fatto che le suffragette sono tutte 'vecchie zitelle', quando in realtà la maggior parte erano donne sposate, che avevano i migliori mariti del mondo, altrimenti non potremmo essere suffragette. Una donna usata come zerbino o come schiava non poteva essere una suffragetta, perché avrebbe paura di chiamare propria la sua anima. Oltre agli incontri all'aperto, la Sanderson parlò agli eventi 'At Home' come al Portman Rooms, a Londra, dove è stata incoraggiata dall'entusiasmo per la causa, spingendola a parlare in città e villaggi dove c'era poca o nessuna consapevolezza delle questioni relative al suffragio femminile.
Il suo tour del 1910 comprendeva un incontro in salotto a Sunderland e un incontro pubblico a South Shields con Alice Schofield Coates e parlando alla filiale WFL di Harrow e alla fondazione di una filiale ad Eccles. In un raduno di massa a Trafalgar Square il 3 aprile 1910 fu una delle principali oratrici incentrata sulla 'politica', con le colleghe attiviste Muriel Matters ed Emma Sproson; in una riunione all'aperto a Regent's Park dove si diceva che avesse 'trattenuto la folla tanto con la sua serietà quanto con i suoi argomenti logici'. Nel giugno 2010, dieci rami scozzesi della WFL erano rappresentati nella 'grande processione' di dieci o dodicimila donne, settecento stendardi e quaranta bande musicali; la Sanderson fu raggruppata con i 617 'prigionieri' o 'martiri' diretti a Hyde Park. Lo striscione scozzese diceva: What's guid for John is guid for Janet (Ciò che è guida per John è guida per Janet).

Più tardi quell'anno scrisse in The Vote criticando fortemente il Partito Laburista prima delle prossime elezioni, per 'una curiosa miscela di campionato serio, sostegno tiepido, indifferenza e ostilità'. Riferendosi al dovere del partito verso le donne della classe operaia dichiarò:

"Sicuramente le donne che hanno combattuto con tanta determinazione negli ultimi quattro anni, che sono state insultate e maltrattate, imprigionate e torturate per aver chiesto semplice giustizia, hanno diritto a un partito che difende i lavoratori sudati, l’82% dei quali sono donne."
Il rapporto della Conferenza WFL del 1910 si riferisce all'impegno attivo dei rappresentanti provinciali e scozzesi; la Sanderson è raffigurata con il National Executive Committee e il Presidente della WFL Mrs Despard a Caxton Hall. Il discorso della Sanderson era più ampio del suffragio femminile, parlando di opportunità di lavoro e citando le forze di polizia in Indiana, Stati Uniti, che hanno fatto picchiare le pattuglie donne contro gli agenti, un punto sostenuto dal presidente, l'Arcidiacono Escreet. Ha anche parlato per l'amministrazione congiunta maschile/femminile di tutti i tipi di leggi, nel migliore interesse della società e dei rischi di un culto della 'personalità'.
Nel marzo 1912 era tornata all'attivismo dopo un periodo di malattia, e parlò alla Conferenza WFL che inviò congratulazioni alle organizzazioni femminili a Washington e in California per i risultati ottenuti in termini di voto per le donne l'anno precedente.
Nell'ottobre 1912 fu coinvolta nella 'Marcia Brown' da Edimburgo a Londra, parlando al gruppo di passaggio a York, dove avevano raccolto le firme di 36 consiglieri su 48 per una petizione per il voto alle donne. La Sanderson si è poi unita ai gruppi di donne provenienti da tutto il paese riuniti a migliaia a Hyde Park, dove è stata una delle principali oratrici alla manifestazione di massa.
Quando iniziò la prima guerra mondiale, i prigionieri suffragette, tra cui la Sanderson, furono graziati dal governo britannico in cambio della cessazione della loro militanza.
Un decennio dopo la fondazione del WFL, l'organizzazione ha ripensato ai suoi inizi travagliati come separazione dalla WSPU e ha ringraziato il suo primo comitato esecutivo.

## Delegata internazionale
Nel maggio 1923 fu nuovamente delegata al Congresso dell'Alleanza Internazionale per il Suffragio, questa volta a Roma, in Italia, dove le donne non avevano alcun diritto di voto. Il Congresso fu aperto da Mussolini, il quale riferì di essere rimasto così colpito dalla portata internazionale dell'evento e dal corteo delle donne che "promise, se sarà al potere l'anno prossimo, di dare il voto municipale alle donne d'Italia". Il breve resoconto del suo discorso alla filiale di Edimburgo della WFL commentava: "Anche un dittatore non è sicuro di sé di questi tempi, a quanto pare". E disse che la Sanderson era un'aggiunta "preziosa" alla filiale.

## Immagini
La Sanderson fu fotografata in prigione dalla polizia (l'immagine è nel Museo di Londra) e la sua fotografia in posa del 1907, con indosso la spilla Holloway, fu usata nelle cartoline pubblicitarie per la WSPU. (Nota: una di queste cartoline è stata messa in vendita nel 2017 per 130 sterline+IVA e dai banditori Rogers Jones nel 2019, per una stima di 100-160 sterline).